# Historia de los judíos en Nepal
La comunidad judía que reside de manera estable en Nepal es muy pequeña y está formada por funcionarios diplomáticos y personal del movimiento jasídico Jabad-Lubavitch. En 1999, la organización judía ultraortodoxa jasídica Jabad introdujo en Nepal esta tradición. En Noviembre de 2007, el Rabino Lifshitz anunció la apertura de una segunda Casa de Jabad (en inglés: Chabad House) de manera permanente en la ciudad nepalí de Pokhara, para ayudar a los viajeros y mochileros judíos en esa zona.  